# Sara Jona Laisse
Sara Antónia Jona Laisse, é ensaísta no campo da literatura e da cultura moçambicana. Doutorada em Literaturas e Culturas em Língua Portuguesa pela Universidade Nova de Lisboa (2015); Mestre em Gestão Estratégica de Recursos Humanos pela Universidade Católica de Minas Gerais e Instituto Superior Politécnico e Universitário (2006); Graduada em Linguística pela Universidade Eduardo Mondlane (1997), sua alma mater; docente na Universidade Católica de Moçambique.  É investigadora associada ao Centro de Humanidades da Universidade Nova de Lisboa (2014); ao Centro de Estudos sobre África e Desenvolvimento do Instituto Superior de Economia e Gestão da Universidade de Lisboa (2019) e ao Grupo de Pesquisa MOZA (Moçambique e Africanidades) da Universidade Federal da Paraíba (2020). Ex-diretora executiva da Fundação Fernando Leite Couto (2022).
Dinamiza, desde 2016, um evento académico denominado “Tertúlias Itinerantes”, que debate a interculturalidade no espaço da língua portuguesa, em coordenação conjunta com Eduardo Lichuge, Lurdes Macedo e Mário Secca. Manteve, durante 20 anos o programa “Tertúlias de Sábado” de incentivo à literatura. Foi editora do programa radiofônico “Lavradores da palavra” e dos programas televisivos “A Letra” e “Letra Viva”, em Moçambique. Colaboradora no jornal digital 7 Margens. Faz parte do conselho editorial de revistas científicas moçambicanas e internacionais. Em 2020 foi premiada no Festival Internacional de Poesia e Arte "Grito de Mujer", como destaque na investigação acadêmico-literária. 
Sua obra literária foca especialmente a preocupação em relação às culturas moçambicanas e à raridade de discussão sobre elas. 

## Obras

### Livros publicados
- Entre o Indico e o Atlântico: ensaios sobre literatura e outros textos – Ndjira, 2013. ISBN 9789024797363
- Entre Margens: diálogo intercultural e outros textos – Gala-Gala Edições, 2020. ISBN 9789893310359
- Letras e palavras: convivência entre culturas na literatura moçambicana – Escolar Editora, 2020. ISBN 9789896701253
- Moçambique, margem sul: Arte, interculturalidade e outros textos – Gala-Gala Edições, 2022. ISBN 9789899120068
- Moçambiquero-te: Literatura, cultura e outros textos  – Gala-Gala Edições, 2024. ISBN 9789899120228

### Em coautoria
- Dicionário Português-Bitonga-Português (coautoria com 'Amaral Bernardo e Eugénio Filipe Nhacota) – Câmara Municipal de Oeiras, 2007. ISBN 9789896080419
- Cultura e identidade organizacional: um diferencial para a competitividade das empresas moçambicanas (com Lecy Rodrigues Moreira) – Mazza Edições, 2008. ISBN 9788571604490
- Seis reflexões sobre o cânone literário moçambicano (Orgs. Ana Mafalda Leite, Sara Jona Laisse, Vanessa Riambau Pinheiro) – Alcance Editores, 2019. ISBN 9789928794369

### Participações
- A Língua Portuguesa na Índia e em outras terras ("Contribuições para a prática da interculturalidade: uma abordagem linguística e sociocultural do texto literário", coautoria com Orlanda Gomane) – Adroit Publishers, 2019 ISBN 9788187393634
- Reinventar o discurso e o palco: o rap, entre saberes locais e olhares globais ("Eu sou um cidadão, brada": o rap como forma de artivismo em Moçambique?) – Faculdade de Letras da Universidade do Porto, 2019. ISBN 9789898969170
- Língua Portuguesa: lusofonia(s), língua(s) e culturas (Org. Neusa Barbosa Bastos) – EDUC/PUC-SP, 2021. ISBN 9788528306668
- Dos percursos pela Áfricas: a literatura de Moçambique ("Literatura moçambicana, rastos e rostos da última década") – Editora UFPB, 2021 ISBN 9786559420711
- I Seminário Viagens da Língua: multilinguismo no mundo lusófono ("Moçambique e o multilinguismo") – Museu da Língua Portuguesa, 2022 ISBN 9786599947001
- Caderno de Música Moçambicana (volume I): Êxodo Musical, Sim! ("Ohana - Fora de casa, com a casa às costas") – Kuphaya Editora, 2022  ISBN 9789893318478
- Menino da Malanga – Justa homenagem a Calane da Silva ("Nyembête ou As cores da lágrima, um romance de formação à guisa de novos modelos de construção do romance africano") – Alcance Editores, 2022 ISBN 9789928788146